# كينيث أو. إميري
كينيث أو. إميري (بالإنجليزية: Kenneth O. Emery)‏ هو جيولوجي أمريكي، ولد في 6 يونيو 1914 في سويفت كورنت في كندا، وتوفي في 12 أبريل 1998.